# Morteaux-Coulibœuf
Morteaux-Coulibœuf (mɔʁ.to.ku.li.bœfⓘ) es una población y comuna francesa, situada en la región de Baja Normandía, departamento de Calvados, en el distrito de Caen y cantón de Morteaux-Coulibœuf.

## Demografía
| 590 | 620 | 542 | 505 | 517 | 514 |
| Para los censos de 1962 a 1999 la población legal corresponde a la población sin duplicidades (Fuente: INSEE [Consultar]) |     |     |     |     |     |